# Precipitare (chimie)

Precipitarea în soluție apoasă (dreapta)

Precipitarea este formarea a unei substanțe greu solubile (solide), numită precipitat, creată într-un mediu lichid de reacție chimică (din soluții suprasaturate) sau prin electroliză. Precipitarea se obține  prin adăugare de substanțe precipitante (reactivi) la soluții chimice. Precipitatele au o gamă largă de utilizări în chimia analitică, ele reprezentând caracteristica după care se recunosc anumiți cationi. Reactivii (precipitanții) pot să-și păstreze compoziția chimică în reacție sau să și-o modifice.

## Exemple de reactivi

### Azotatul de argint
Azotatul de argint AgNO3 este folosit pentru a identifica ionul de clor, rezultand un precipitat alb, brom, rezultand un precipitat galben-pal și iod, rezultand un precipitat galben-pal, dupa reactiile următoare :
{\displaystyle \mathrm {AgNO_{3}\ +\ HCl\longrightarrow \ AgCl\ +\ HNO_{3}} }
{\displaystyle \mathrm {AgNO_{3}\ +\ HBr\longrightarrow \ AgBr\ +\ HNO_{3}} }
{\displaystyle \mathrm {AgNO_{3}\ +\ HI\longrightarrow \ AgI\ +\ HNO_{3}} }

### Clorura de bariu
Clorura de bariu BaCl2 este folosită pentru recunoașterea ionului de sulfat prin precipitarea sulfatului de bariu, după reacția:
{\displaystyle \mathrm {BaCl_{2}\ +\ H_{2}SO_{4}\longrightarrow \ BaSO_{4}\ +\ 2HCl} }
Clorura de bariu BaCl2 este folosită și pentru recunoașterea ionului carbonat, formându-se, analog reacției de mai sus, carbonat de bariu BaCO3, care, precum sulfatul, este un precipitat alb.